# Gerard van Groesbeeck
Gerard van Groesbeeck (castelo de Curingen, Hasselt, 1517 - Liège, 23 de dezembro de 1580) foi um cardeal do século XVI.

## Biografia
Nasceu em castelo de Curingen, Hasselt em 1517. Dos barões de Groesbeek no ducado de Guledre, Baixa Alemanha. Ele também está listado como Gérard de Groesbeeck; como Geeraard Van Groesbeek; e como Gérard de Groisbeck; e seu sobrenome como Groëbeck; e como Grousbroeck.
In omni genere literarum optimis pæceptoribus educandum tradiderunt.
(Nenhuma informação encontrada). Cânone do capítulo da catedral de Aachen. Cônego e posteriormente eleito reitor do capítulo da catedral de Saint-Lambert, Liège; coadjutor do Bispo Robert de Berghes, março de 1562; eleito administrador da diocese, 11 de abril de 1564.
Eleito bispo de Liège pelo capítulo da catedral, em 5 de junho de 1564; preconizado pelo papa, em 23 de fevereiro de 1565. Consagrado, em 20 de maio de 1565, na Abadia Cisterica de Herckenrode, por Gregoire Silvius, bispo titular de Tagaste. Não conseguiu aplicar os decretos do Concílio de Trento no principado. Trabalhou com grande zelo para evitar a disseminação do protestantismo da Holanda em sua diocese e conseguiu manter a ortodoxia. Acabar com a revolta de Hasselt, 13 de março de 1567; e Maaseyck e Maastricht também em 1567. Eleito abade de Stavelot em 1576. Ele e os Estados de Liège proclamaram a neutralidade do principado em 1577.
Criado cardeal sacerdote no consistório de 21 de fevereiro de 1578; ele nunca foi a Roma para receber o chapéu vermelho e o título.
Morreu em Liège em 23 de dezembro de 1580. Sepultado na catedral de Saint-Lambert, Liège, após imponentes cerimônias fúnebres.